# Rostraria salzmannii
Rostraria salzmannii är en gräsart som först beskrevs av Pierre Edmond Boissier och Georges François Reuter, och fick sitt nu gällande namn av Josef Holub. Rostraria salzmannii ingår i släktet borstäxingar, och familjen gräs. Inga underarter finns listade i Catalogue of Life.